# 糸緒思惟
糸緒 思惟（いとお しい）は、日本の小説家（ライトノベル作家）である。

## 経歴
都立富士高等学校、東京学芸大学卒業。
秋葉原にあるパソコンパーツ専門店「クレバリー」のバイト、某ゲーム会社に勤務の後HJ文庫に作品を持ち込んだことがきっかけとなり、2010年5月に「突然騎士になってムフフな俺がいる」でデビューを果たした。

## 作品一覧
| タイトル                                    | 初版発行日     | ISBN                   | レーベル   | 備考                 |
| ------------------------------------------- | -------------- | ---------------------- | ---------- | -------------------- |
| 突然騎士になってムフフな俺がいる            | 2010年5月1日   | ISBN 978-4-7986-0043-7 | HJ文庫     | イラスト：三色網戸。 |
| 突然騎士になってムフフな俺がいる2           | 2010年9月1日   | ISBN 978-4-7986-0111-3 | HJ文庫     |                      |
| 突然騎士になってムフフな俺がいる3           | 2010年12月1日  | ISBN 978-4-7986-0151-9 | HJ文庫     |                      |
| 突然騎士になってムフフな俺がいる4           | 2011年4月1日   | ISBN 978-4-7986-0215-8 | HJ文庫     |                      |
| 突然騎士になってムフフな俺がいる5           | 2011年7月29日  | ISBN 978-4-7986-0266-0 | HJ文庫     |                      |
| 突然騎士になってムフフな俺がいる6           | 2011年12月1日  | ISBN 978-4-7986-0322-3 | HJ文庫     |                      |
| 突然騎士になってムフフな俺がいる7           | 2012年4月1日   | ISBN 978-4-7986-0382-7 | HJ文庫     |                      |
| 五年二組の吸血鬼                            | 2011年3月19日  | ISBN 978-4-7580-4217-8 | 一迅社文庫 | イラスト：小路あゆむ |
| はじめてのはるまげどんっ☆                   | 2011年6月18日  | ISBN 978-4-7580-4235-2 | 一迅社文庫 | イラスト：小路あゆむ |
| はじめてのはるまげどんっ☆2                  | 2011年10月20日 | ISBN 978-4-7580-4266-6 | 一迅社文庫 |                      |
| JSが俺を取り合って大変なことになっています  | 2012年3月17日  | ISBN 978-4-7580-4304-5 | 一迅社文庫 | イラスト：小路あゆむ |
| JSが俺を取り合って大変なことになっています2 | 2012年6月20日  | ISBN 978-4-7580-4353-3 | 一迅社文庫 |                      |
| JSが俺を取り合って大変なことになっています3 | 2012年9月20日  | ISBN 978-4-7580-4365-6 | 一迅社文庫 |                      |
| JSが俺を取り合って大変なことになっています4 | 2012年12月20日 | ISBN 978-4-7580-4391-5 | 一迅社文庫 |                      |
| JSが俺を取り合って大変なことになっています5 | 2013年3月19日  | ISBN 978-4-7580-4417-2 | 一迅社文庫 |                      |
| わたしのスライムになりなさい!               | 2013年8月20日  | ISBN 978-4-7580-4474-5 | 一迅社文庫 | イラスト：だんちょ   |
| 戦女神の異界決戦                            | 2014年3月20日  | ISBN 978-4-7580-4541-4 | 一迅社文庫 | イラスト：きみづか葵 |

### 短編作品一覧
| タイトル                                       | 掲載媒体名                          | 発表年月日                                     |
| ---------------------------------------------- | ----------------------------------- | ---------------------------------------------- |
| 突然クピドがやってきてムフフになりたい俺がいる | 30歳の保健体育 ノベル版（一迅社刊） | 2011年5月5日初版第1刷発行（2011年4月27日発売） |